# Inawashiro
Inawashiro (猪苗代町, Inawashiro-machi) est un bourg situé dans la préfecture de Fukushima (région de Tōhoku), au Japon.

## Géographie

### Situation
Le bourg d'Inawashiro est situé près du lac Inawashiro, un des plus grands lacs du Japon.

### Démographie
En 2010, le bourg comptait 15 847 habitants, pour une superficie de 395 km2 (densité de population : 40 hab./km2).

## Histoire
Durant l'époque d'Edo (1603-1868), le territoire occupé par le bourg d'Inawashiro était compris dans les limites du domaine féodal d'Aizu.

## Culture
En 2009, le bourg a accueilli les championnats du monde de ski acrobatique 2009.

## Personnalités liées à la commune
Inawashiro est le lieu de naissance du Dr Hideyo Noguchi, célèbre pour avoir découvert l'agent pathogène de la maladie de la syphilis.